# 丰什-丰谢特
丰什-丰谢特（法語：Fonches-Fonchette，法語發音：[fɔ̃ʃ fɔ̃ʃɛt]）是法国上法蘭西大區索姆省的一个市镇，属于蒙迪迪耶区。该市镇于1964年由原市镇丰什（Fonches）和丰谢特（Fonchette）合并而成。

## 地理
丰什-丰谢特（49°46'32"N, 2°49'3"E）面积5.02 平方千米，位于法国上法蘭西大區索姆省，该省份为法国北部沿海省份，北起加来海峡省和北部省，西接滨海塞纳省和大西洋英吉利海峡，南至瓦兹省，东临埃纳省。
与丰什-丰谢特接壤的市镇（或旧市镇、城区）包括：屈尔希、埃塔隆、阿唐库尔、利扬库尔福斯、潘希、皮佐、伊佩库尔。
丰什-丰谢特的时区为UTC+01:00、UTC+02:00（夏令时）。

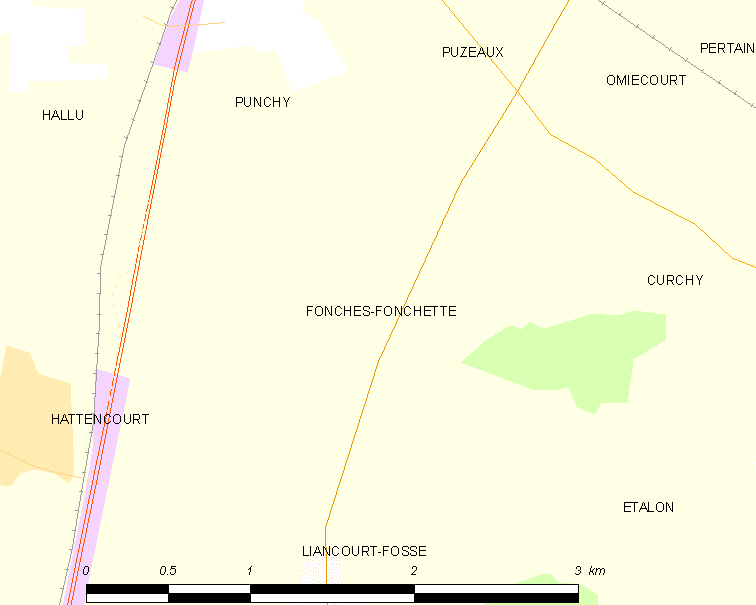
丰什-丰谢特的OSM定位图

## 行政
丰什-丰谢特的邮政编码为80700，INSEE市镇编码为80322。

## 政治
丰什-丰谢特所属的省级选区为鲁瓦县。

## 人口

1962-2008年间丰什-丰谢特人口变化图示

丰什-丰谢特于2022年1月1日时的人口数量为169人。